# Lingua jicarilla
La lingua jicarilla o Apache jicarilla, è una lingua athabaskana, del gruppo delle lingue apache, parlata nel Nuovo Messico (USA) dagli indiani Jicarilla, appartenenti alla nazione Apache.

## Testo d'esempio
Shíí Rita shíízhii. Lósii'yé shii'deeshchíí shíí á'ee néésai. Shiika'éé na'iizii'íí nahiikéyaa'íí miiná'iisdzo'íí éí yaa shishíí. Shii'máá éí gé koghá'yé sidá nahaa daashishíí. Shiidádéé naakii. Dáłaa'é éídii. Dáłaa'é éí dá aada'é miigha. Shiishdázha dálánéé.

## Localizzazione geografica
I Jicarilla vivevano in una regione che s'estendeva sul Nord-Est dell'attuale Nuovo Messico ed il Sud del Colorado. I superstiti risiedono nella riserva indiana jicarilla del Nuovo Messico.

## Classificazione
Lo jicarilla, appartiene alla famiglia linguistica delle lingue apache, è uno dei membri del sottogruppo Apacheano, col navajo, il mescalero, l'apache occidentale e il lipan.

## Pericolo d'estinzione
Il jicarilla corre un certo pericolo d'estinzione. Su una popolazione etnica di 3 100 persone solo 510 circa ancora la parlano, e per la maggior parte si tratta di persone anziane (dati Ethnologue riferiti al 2007).
Come molte delle lingue amerinde nordamericane, soffre del processo di deriva linguistica verso l'inglese, per cui i giovani parlano quest'ultimo idioma a scapito di quelli tradizionali.